# University of Pittsburgh Women's Volleyball 2021
Questa voce raccoglie le informazioni riguardanti la University of Pittsburgh Women's Volleyball nella stagione 2021.

## Stagione
La University of Pittsburgh partecipa per la nona volta alla Atlantic Coast Conference, classificandosi al secondo posto.
Si classifica quindi al torneo NCAA Division I come testa di serie numero 3, ospitando prima la fase sub-regionale, nella quale elimina la UM Baltimore County e la Penn State, e poi la fase regionale, in cui sconfigge la Kansas alle Sweet Sixteen e la Purdue alle Elite Eight. Partecipa quindi alla prima Final-4 della propria storia, uscendo sconfitta dopo la semifinale contro la Nebraska.

## Organigramma societario
Area direttiva
- Presidente: Heather Lyke

Area organizzativa
- Direttore delle operazioni: Kamalani Akeo

Area tecnica
- Allenatore: Daniel Fisher
- Assistente allenatore: Kellen Petrone, Lindsey Behonick
- Assistente allenatore volontario: Morgan Thomas

## Rosa
| N° | Nome                 | Ruolo | Data di nascita  | Nazionalità sportiva | Anno             |
| -- | -------------------- | ----- | ---------------- | -------------------- | ---------------- |
| 1  | Lexis Akeo           | P     | 13 dicembre 2001 | Stati Uniti          | Junior           |
| 2  | Valeria Vázquez      | S     | 28 gennaio 2001  | Porto Rico           | Sophomore        |
| 3  | Catherine Flood      | S     | 10 aprile 2002   | Stati Uniti          | Sophomore        |
| 4  | Ashley Browske       | L     | 26 ottobre 2000  | Stati Uniti          | Junior           |
| 5  | Chinazaekpere Ndee   | O     | 20 agosto 1999   | Stati Uniti          | Graduate student |
| 6  | Kylee Levers         | P     | 10 marzo 1998    | Stati Uniti          | Graduate student |
| 8  | Anastasia Russ       | C     | 2 agosto 2000    | Stati Uniti          | Sophomore        |
| 9  | Jordan Lockwood      | S     | 4 agosto 2000    | Stati Uniti          | Senior           |
| 10 | Rachel Fairbanks     | P     | 5 luglio 2003    | Stati Uniti          | Freshman         |
| 11 | Sabrina Starks       | C     | 10 luglio 2000   | Stati Uniti          | Senior           |
| 12 | Emmy Klika           | L     | 16 marzo 2003    | Stati Uniti          | Freshman         |
| 13 | Leketor Member-Meneh | S     | 1º giugno 1999   | Stati Uniti          | Senior           |
| 18 | Eliana Posada        | O     | 27 dicembre 2002 | Stati Uniti          | Freshman         |
| 19 | Makayla Jackson      | C     | 20 agosto 2003   | Stati Uniti          | Freshman         |
| 20 | Chiamaka Nwokolo     | C     | 8 novembre 2000  | Stati Uniti          | Junior           |
| 21 | Serena Gray          | C     | 21 gennaio 2000  | Stati Uniti          | Senior           |
| 23 | Kayla Lund           | S     | 14 luglio 1999   | Stati Uniti          | Graduate student |

## Mercato
| Acquisti | Acquisti             | Acquisti            | Acquisti   |
| R.       | Nome                 | da                  | Modalità   |
| -------- | -------------------- | ------------------- | ---------- |
| P        | Rachel Fairbanks     | Foothill HS         | definitivo |
| C        | Serena Gray          | Penn State          | definitivo |
| C        | Makayla Jackson      | Plum HS             | definitivo |
| L        | Emmy Klika           | Gilmour Academy     | definitivo |
| S        | Leketor Member-Meneh | Missouri            | definitivo |
| O        | Eliana Posada        | Obra D. Tompkins HS | definitivo |

| Cessioni | Cessioni       | Cessioni        | Cessioni   |
| R.       | Nome           | a               | Modalità   |
| -------- | -------------- | --------------- | ---------- |
| S        | Sadie Dick     | Brock           | definitivo |
| S        | Zōī Fakī       | San Diego State | definitivo |
| L        | Marija Popović | Iowa State      | definitivo |

## Statistiche

### Statistiche di squadra
| Competizione                              | Punti | In casa | In casa | In casa | In trasferta | In trasferta | In trasferta | Campo neutro | Campo neutro | Campo neutro | Totale | Totale | Totale |
| Competizione                              | Punti | G       | V       | P       | G            | V            | P            | G            | V            | P            | G      | V      | P      |
| ----------------------------------------- | ----- | ------- | ------- | ------- | ------------ | ------------ | ------------ | ------------ | ------------ | ------------ | ------ | ------ | ------ |
| Atlantic Coast Conference NCAA Division I | .882  | 16      | 14      | 2       | 13           | 12           | 1            | 5            | 4            | 1            | 34     | 30     | 4      |
| Totale                                    | .882  | 16      | 14      | 2       | 13           | 12           | 1            | 5            | 4            | 1            | 34     | 30     | 4      |

G = partite giocate; V = partite vinte; P = partite perse

### Statistiche dei giocatori
| Giocatrice      | Atlantic Coast Conference NCAA Division I | Atlantic Coast Conference NCAA Division I | Atlantic Coast Conference NCAA Division I | Atlantic Coast Conference NCAA Division I | Atlantic Coast Conference NCAA Division I | Totale | Totale | Totale | Totale | Totale |
| Giocatrice      | P                                         | PT                                        | AV                                        | MV                                        | BV                                        | P      | PT     | AV     | MV     | BV     |
| --------------- | ----------------------------------------- | ----------------------------------------- | ----------------------------------------- | ----------------------------------------- | ----------------------------------------- | ------ | ------ | ------ | ------ | ------ |
| L. Akeo         | 34                                        | 24                                        | 2                                         | 0                                         | 22                                        | 34     | 24     | 2      | 0      | 22     |
| A. Browske      | 34                                        | 6                                         | 1                                         | 0                                         | 5                                         | 34     | 6      | 1      | 0      | 5      |
| R. Fairbanks    | 33                                        | 60                                        | 41                                        | 3                                         | 16                                        | 33     | 60     | 41     | 3      | 16     |
| C. Flood        | 15                                        | 5                                         | 3                                         | 0                                         | 2                                         | 15     | 5      | 3      | 0      | 2      |
| S. Gray         | 34                                        | 385,5                                     | 267                                       | 75,5                                      | 43                                        | 34     | 385,5  | 267    | 75,5   | 43     |
| E. Klika        | 15                                        | 2                                         | 0                                         | 0                                         | 2                                         | 15     | 2      | 0      | 0      | 2      |
| K. Levers       | 30                                        | 21                                        | 2                                         | 0                                         | 19                                        | 30     | 21     | 2      | 0      | 19     |
| J. Lockwood     | 22                                        | 97,5                                      | 83                                        | 14,5                                      | 0                                         | 22     | 97,5   | 83     | 14,5   | 0      |
| K. Lund         | 31                                        | 383,5                                     | 337                                       | 15,5                                      | 31                                        | 31     | 383,5  | 337    | 15,5   | 31     |
| L. Member-Meneh | 33                                        | 423,5                                     | 364                                       | 29,5                                      | 30                                        | 33     | 423,5  | 364    | 29,5   | 30     |
| C. Ndee         | 34                                        | 434                                       | 380                                       | 54                                        | 0                                         | 34     | 434    | 380    | 54     | 0      |
| C. Nwokolo      | 33                                        | 175,5                                     | 133                                       | 42,5                                      | 0                                         | 33     | 175,5  | 133    | 42,5   | 0      |
| A. Russ         | 8                                         | 19                                        | 15                                        | 4                                         | 0                                         | 8      | 19     | 15     | 4      | 0      |
| S. Starks       | 28                                        | 121                                       | 69                                        | 52                                        | 0                                         | 28     | 121    | 69     | 52     | 0      |
| V. Vázquez      | 28                                        | 117,5                                     | 95                                        | 8,5                                       | 14                                        | 28     | 117,5  | 95     | 8,5    | 14     |

P = presenze; PT = punti totali; AV = attacchi vincenti; MV = muri vincenti; BV = battute vincenti

NB: I muri singoli valgono una unità di punto, mentre i muri doppi e tripli valgono mezza unità di punto; anche i giocatori nel ruolo di libero sono impegnati al servizio